# Hydrobia-afzettingen

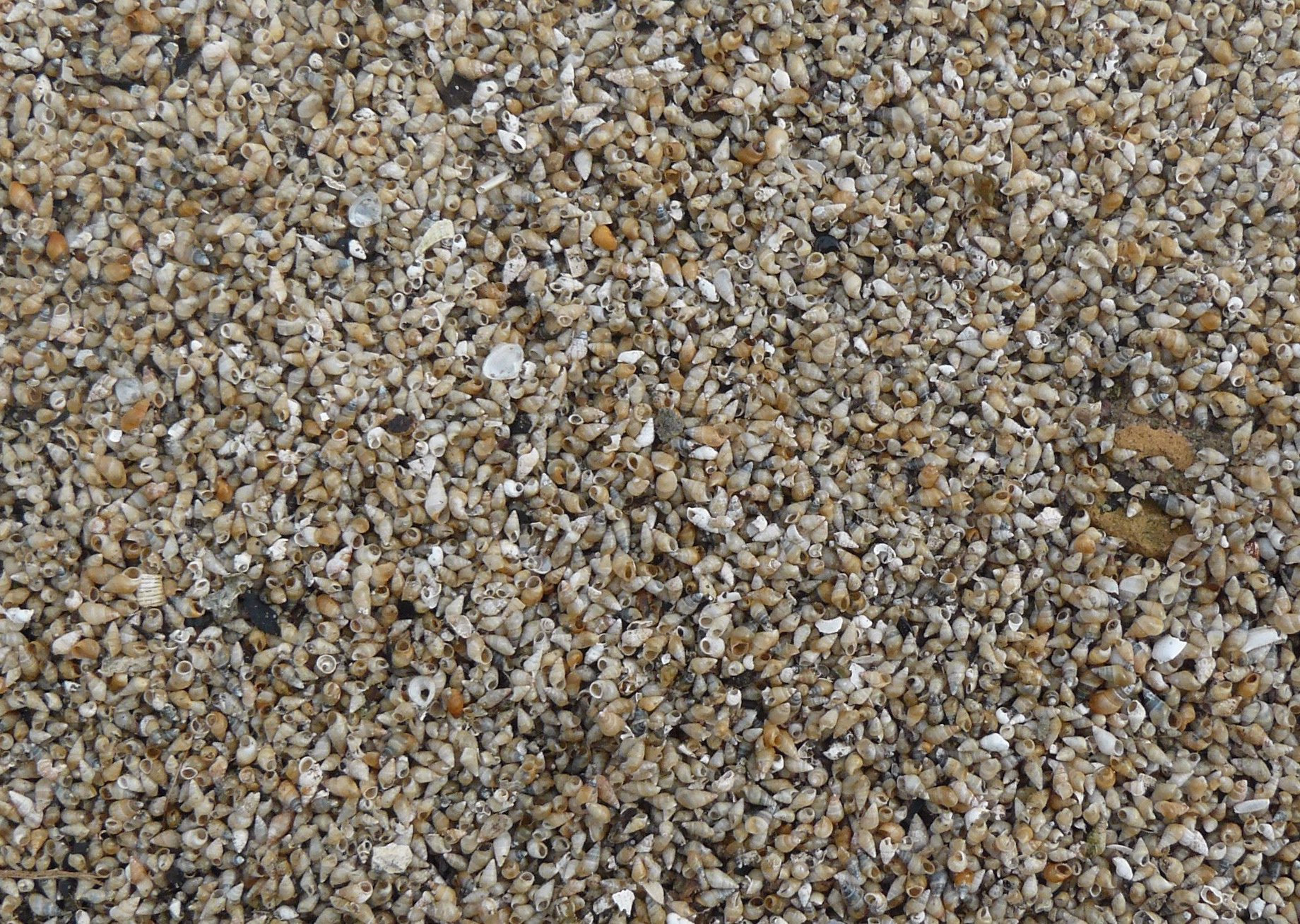
Aanspoelsel op het hoogwad bijna geheel bestaand uit wadslakjes

Hydrobia is een geslacht uit de familie van de Hydrobiidae (Brakwaterhorens). Peringia ulvae (wadslakje; veel gebruikt synoniem: Hydrobia ulvae) is slechts een van de vele, moeilijk van elkaar te onderscheiden soorten. Ze worden ook wel samengevat onder de verzamelnaam "hydrobia's". In het Noordzeegebied komen een aantal soorten voor die allemaal in zout water leven maar (niet allemaal in gelijke mate) kunnen leven in water met een zeer sterk verlaagd zoutgehalte. Ventrosia ventrosa (opgezwollen brakwaterhoren) verdraagt het meest verzoete zeewater. Het vermogen om in brak water te leven en/of sterk wisselende zoutgehalten te verdragen, geeft deze diergroep een voorsprong in een habitat waarin veel organismen zich moeilijk kunnen handhaven. Omdat het aantal soorten in dergelijke habitats klein is, wordt dit vaak gecompenseerd door grotere aantallen individuen per soort. Hydrobia's leven inderdaad vaak in grote dichtheden. Afhankelijk van het zoutgehaltebereik wordt een bepaalde hydrobia-soort vaak aangetroffen in gezelschap van een aantal andere weekdieren die zich in die habitat thuis voelen. Peringia ulvae komt in het intergetijdengebied van de Waddenzee vaak samen voor met Mytilus edulis (mossel), Cerastoderma edule (kokkel), Littorina littorea (alikruik), Scrobicularia plana (platte slijkgaper) en de Mya arenaria (strandgaper). Ventrosia ventrosa verdraagt lagere zoutgehalten dan Peringia ulvae en is vaak vergezeld van een combinatie van andere soorten: Cerastoderma glaucum (brakwaterkokkel), Littorina saxatilis tenebrosa (Brakwateralikruik), Macoma balthica (nonnetje), en soms eveneens Mytilus edulis en Mya arenaria. De associatie van Peringia ulvae en Cerastoderma edule is o.a. heel algemeen in het intergetijdengebied van de Waddenzee, terwijl de associatie van Ventrosia ventrosa en Cerastoderma glaucum tegenwoordig vooral in brakke binnenwateren leeft. Deze associatie was heel algemeen in de voormalige Zuiderzee.
De meeste afzettingen waarin Hydrobiidae domineren zijn gevormd in habitats waarin extreme omstandigheden overheersen. Meestal gaat het om habitats met een sterk verlaagd zoutgehalte. Dergelijke omstandigheden worden aangetroffen in wadachtige en/of lagunaire omgeving.

## Fossiel voorkomen
Het veelal massale voorkomen van hydrobia's leidt bij fossilisatie tot zeer herkenbare afzettingen. Deze Hydrobia-afzettingen zijn, met wisselende soortensamenstelling, wereldwijd bekend van heel veel verschillende ouderdom. Enkele bekende voorbeelden uit het Noordzeegebied en nabij gelegen bekkens worden hieronder genoemd:
- Zone de Ducy

In het Bekken van Parijs ten noorden van Parijs komt lokaal een ongeveer 10 centimeter dikke kalkige kleilaag voor waarin uitsluitend hydrobia's voorkomen ("Bithynella pupina"). Hoewel de naam van de slak anders doet vermoeden gaat het om een hydrobia-soort. De laag ligt op de overgang van afzettingen met een mariene weekdierfauna en een fauna die geheel bestaat uit soorten die in zoet water leven. De 'Zone de Ducy' vormt dus de afsluitende brakwaterfase van een verzoetend zout water. Het geheel is van Eocene ouderdom.
- Zanden van Oude Biezen

Deze zanden, eigenlijk een complexe afwisseling van zanden, kleien en andere klastische en organogene afzettingen komen voor in de omgeving van Tongeren in België en in het Zuiden van de Nederlandse provincie Limburg. De afzetting heeft een Vroeg-Oligocene ouderdom en bevat een weekdierassociatie die duidt op een brakwater met getijdenbeweging in een mangrove-achtige omgeving. Hydrobia dubuissoni is vaak massaal te vinden. Voor de mangrove habitat zijn soorten als Tympanotomus labyrinthicus en Polymesoda convexa heel kenmerkend.
- Hydrobien Schichten of Hydrobienkalk

Deze afzetting is bekend uit het Bekken van Mainz en heeft een Onder Miocene ouderdom. Het is een kalkrijke mergel die de top vormt van een serie afzettingen waarin een doorgaande verzoeting plaatsvindt van een oorspronkelijk zout water. Het begint met volledig mariene afzettingen en eindigt in een brakwaterkalk met een weekdierfauna waarin één slakkensoort domineert: Hydrobia elongata. In de top van deze kalk heeft de uiteindelijke verlanding plaats wat blijkt uit het voorkomen van een dun bruinkoollaagje. In deze top komen veel landslakken voor terwijl tevens vele gewervelde dieren gevonden zijn (landzoogdieren, vogels, vissen en reptielen).
- Zone van Mya arenaria en Hydrobia ulvae

Dit is een Vroeg Pleistocene biozone uit de Nederlandse ondergrond. Met soorten als Cerastoderma edule, Littorina littorea, Scrobicularia plana en Mya arenaria lijkt de associatie heel erg op die van de huidige Waddenzee. Peringia ulvae is in de afzettingen met deze zone soms zeer algemeen aanwezig.
- Hydrobiaklei of Laag van Velsen

Deze afzetting is voor het eerst gevonden in de bouwput van de Velser Tunnel. De Hydrobiaklei heeft een Holocene ouderdom en zit aan de basis van de mariene afzettingen uit deze periode in de omgeving van Velsen. De Hydrobiaklei is afgezet in een lagunaire omgeving, en heeft een wisselende samenstelling van de weekdierfauna. Er zijn plekken waarin de associatie met Ventrosia ventrosa en Cerastoderma glaucum voorkomt, terwijl op andere plekken de associatie van Peringia ulvae en Cerastoderma edule aanwezig is. Dit duidt op een lagune waarin niet overal dezelfde zoutgehalten heersten, maar mogelijk ook andere omstandigheden varieerden. Zoals wel of geen emersie, verschillen in de getij beweging en verschillen in de plantengroei. De afzetting van de Hydrobiaklei vindt plaats tijdens de periode van het Holoceen waarin de zeespiegel nog zeer snel rees. De afzetting kan dan ook geen lange tijdsduur vertegenwoordigen: de lagune zal al spoedig geheel 'verdronken' zijn.
- de Hydrobialaag

Dit is geen fossiele afzetting maar een karakteristieke laag die voorkomt op ongeveer 20 à 30 centimeter diepte onder de bodem in het intergetijdengebied van de waddenzee. De laag bestaat voor het overgrote deel uit lege schelpen van Peringia ulvae met aan de top van de laag onregelmatig verspreide grotere schelpen van onder andere Cerastoderma edule, Macoma balthica, Mytilus edulis, etc. Boven deze laag ligt een doorgraven ('bioturbaat') zand zonder schelpen. De hydrobialaag is ontstaan door de graafactiviteit van de Zeepier (Arenicola marina). De Zeepier leeft in een L-vormige buis en voedt zich met het detritus wat zich in het zand van de waddenbodem bevindt. De mond van de Zeepier zit aan het lage uiteinde van de buis en veroorzaakt door de voedingsopname-activiteit een trechtervormige inzakking in het oppervlak van de wadbodem. Onverteerd materiaal, vooral zand, wordt aan het andere (hogere) uiteinde van de buis boven de wadbodem gedeponeerd in 'tandpasta-achtige' hoopjes. Grotere partikels, waaronder levende en dode hydrobia's die op de wadbodem rondkruipen of liggen, worden in het trechtertje mee naar beneden gevoerd en blijven achter op het diepste punt van de graafbuis van de Zeepier. Op deze wijze ontstaat langzamerhand een concentratie van vooral Peringia ulvae die niet hoger komt dan het diepste punt van de zeepierbuis. De concentratie van Peringia ulvae kan op die diepte zo hoog oplopen dat het sediment plaatselijk vrijwel geheel uit deze soort bestaat.